# خيسوس فيرنانديث سانتوس
خيسوس فيرنانديث سانتوس (بالإسبانية: Jesús Fernández Santos)‏ (و. 1926 – 1988 م) هو كاتب، من إسبانيا، ولد في مدريد، توفي في مدريد، عن عمر يناهز 62 عاماً.

## جوائز
حصل على جوائز منها:
- جائزة نادال.
- جائزة بلانيتا.

## وصلات خارجية
- جيسوس فرنانديز على موقع IMDb (الإنجليزية)
- جيسوس فرنانديز على موقع قاعدة بيانات الفيلم (الإنجليزية)